# Alois Hitler
Alois Hitler, født Aloys Schicklgruber (født 7. juni 1837, død 3. januar 1903) var Adolf Hitlers far, født udenfor ægteskab. I de første 39 år af sit liv bar han derfor sin mors efternavn, Schicklgruber. Navnet "Hitler" forekom hyppigt i slægten, også stavet Hütler, Hüttler og Hiedler. Adolf Hitlers mormor og hans farfar hed begge Hiedler til efternavn, og hans forældre var så nært beslægtede, at de måtte søge biskoppen om tilladelse til at gifte sig.

## Baggrund
Hitlers slægt holdt til i Waldviertel mellem Donau og grænsen mod Böhmen og Mähren. Indgifte såsom i Adolf Hitlers familie, var udbredt. Hans farfar, Johann Georg Hiedler, var møllersvend og giftede sig i 1842 med den 47-årige Maria Anna Schicklgruber, som fra før af havde sønnen Alois. Sandsynligvis var brudgommen drengens far; men usædvanligt nok adopterede han ham ikke, som skikken ellers var, og Alois voksede op med sin mors pigenavn. Hun døde i 1847, og dermed forsvandt Johann Hiedler - for at dukke op igen henved 30 år senere i byen Weitra i en alder af 84 år. Nu stavede han sit efternavn "Hitler", og 6. juni 1876 afgav han erklæring til notaren i tre vidners nærvær om, at han var Alois Schicklgrubers far. Han skal have betroet en bekendt, at det blev gjort for at få udbetalt en arv efter møllerens bror, som han havde boet hos i sin opvækst. Sognepræsten i Döllersheim fik så erklæringen oversendt, og 23. november samme år strøg han navnet "Alois Schicklgruber" ud, og skrev i stedet "Alois Hitler".
Alois Hitler voksede op hos sin farbror, Johann von Nepomuk Hüttler, som altså stavede sit efternavn anderledes end sin bror Johann Georg.

## Tre ægteskaber
Alois kom først i skomagerlære i landsbyen Spital, men tog snart hjemmefra for at prøve lykken i Wien. Som attenårig kom han ind i grænsepolitikorpset i det østrige toldvæsen i nærheden af Salzburg, og han blev forfremmet til tolder ni år senere, giftede han sig med den 14 år ældre, svagelige Anna Glasl-Hörer, adoptivdatter af en højere toldfunktionær. Det hævede ham et hak i den sociale rangorden; dertil havde hun en lille medgift. Parret bosatte sig i Braunau am Inn, men ægteskabet var ikke lykkeligt og forblev barnløst; i stedet tog de en slægtning af Alois, Klara Pölzl, ind som plejedatter. (Hendes mor hed Johanna Hiedler.) 16 år senere lod de sig separere; Alois var blevet interesseret i Franziska Matzelsberger, en kokkepige på et hotel. I 1882 fødte hun ham sønnen Alois Matzelsberger. I 1883 døde hans fraseparerede kone. En måned efter giftede han sig med kokkepigen, og tre måneder senere nedkom hun med barn nr. 2, Angela Hitler. Men inden året var omme, døde Franziska af tuberkulose, og et halvt år senere giftede Alois sig for tredje gang, denne gang med sin tidligere plejedatter Klara Pölzl.
Alois var 48, Klara kun 25. I hans første ægteskab havde de været plejefar og plejedatter; og hendes morfar var den Johann Hütler i Spital, som Alois var vokset op hos. Da Alois' første kone blev syg, ser det ud til, at han tænkte på at gifte sig med Klara. Da hans far omsider anerkendte ham, og han fik sin del af arven efter den farbror, som var Klaras morfar, var pigen 16 år, lige gammel nok til at giftes. Men da han så fik gjort Franziska Matzelsberger gravid, flyttede Klara som tyveårig til Wien som husassistent. I sine sidste måneder flyttede Franziska imidlertid fra Alois, og Klara vendte tilbage for at hjælpe ham med de små børn. 7. januar 1885 blev de gift, og allerede efter fire måneder kom deres første barn, Gustav, i maj 1885. I september 1886 kom det næste barn, Ida, og senere en søn, Otto, som døde efter nogle dage. I december 1886 fik både Gustav og Ida difteri og døde i løbet af nogle uger. Først i april 1889 kom det fjerde barn til verden - Adolf Hitler.
I 1894 kom Edmund, der døde som seksårig. Paula, født i 1896, overlevede sin bror Adolf. I 1895 købte Alois ejendommen Rauschergut i Hafeld ved landsbyen Fischlham, hvor Adolf Hitler gik i skole frem til 1897, da hans far solgte ejendommen igen.

## Franziskas børn
Adolf Hitler fik meget forskellige forhold til sine to halvsøskende, sin senere husholderske Angela Hitler og hendes bror Alois Matzelsberger. Angela giftede sig til efternavnet Raubal og blev mor til Geli Raubal, som farbroren Adolf Hitler var smertelig knyttet til. Derimod brød han sig ikke om at høre snak om sin halvbror Alois, der var tjener og en tid på kant med loven. Allerede som attenårig blev han idømt fem månedes fængsel for tyveri, og som tyveårig sonede han igen for det samme. I 1924 blev han dømt til seks måneders fængsel for bigami, og flyttede derefter til England, hvor han hurtigt fik en ny familie, som han derefter lod i stikken. Men med sin halvbror ved magten gik det straks bedre for ham i Tyskland. En tid drev han en Bierstube (= ølstue) i Berlins udkant; lige før krigen flyttede han den til Wittenbergplatz. Her kom mange partifunktionærer, og selv da maden blev strengt rationeret, havde han altid noget at servere. William Shirer kendte ham som en venlig og jovial vært, der kun frygtede én ting: At hans halvbror skulle fratage ham hans bevilling. Imidlertid undlod han klogelig at diskutere sin berømte halvbror med gæsterne.
Alois Hitler døde som 65-årig af en lungeblødning. Han faldt om, mens han var ude på en morgentur, og døde lige efter på et værtshus nær ved, mens en nabo holdt ham. Enken flyttede med de to børn, Adolf og Paula, til en lille lejlighed i Urfahr udenfor Linz.

## Nulevende efterkommere
Alois' eneste mandlige efterkommere i ret linje er tre amerikanske brødre på Long Island. De hedder Alexander Adolf, Brian og Louis, og er Adolf Hitlers halv-grandnevøer (hans halvbrors børnebørn). William Patrick Hitler (1911-87) blev far til fire sønner, hvoraf de tre lever, mens Howard døde 32 år gammel i en bilulykke i 1989. I 1946 havde familien - som mange andre med efternavnet Hitler - taget navneforandring til Hiller, og senere til Stewart-Houston. De to yngste bor sammen i et lille træhus, og er gartnere. Den ældste bor omkring 45 minutter borte med bil, og er pensioneret psykolog. Brødrene har aldrig villet udtale sig, men sagde i 2006 til New York Times, at de en gang ville komme med en bog. Først i 2018 gav den ældste, Alexander Stuart-Houston, et interview, da han overfor Bild afviste, at de tre havde indgået en pagt om at være ugifte og barnløse - modsat hans udtalelse til den britiske journalist David Gardner i 2002, hvor han sagde, at hans brødre kunne have indgået sådan en pagt uden hans kendskab til det. Han fortalte videre, at en af hans brødre havde været forlovet med en jødisk pige, men at hun brød forlovelsen, da hun fik familiehistorien at vide.